# Stipagrostis scoparia
Stipagrostis scoparia är en gräsart som först beskrevs av Carl Bernhard von Trinius och Franz Josef Ivanovich Ruprecht, och fick sitt nu gällande namn av De Winter. Stipagrostis scoparia ingår i släktet Stipagrostis och familjen gräs. Inga underarter finns listade i Catalogue of Life.